# Mikha Pola Maqdassi
Mikha Pola Maqdassi (ur. 9 marca 1949 w Alkusz) – iracki duchowny katolicki obrządku chaldejskiego, w latach 2002–2022 biskup Alkuszu, w latach 2022–2024 biskup pomocniczy Bagdadu.

## Życiorys
Święcenia kapłańskie otrzymał w 1973. Pracował m.in. jako proboszcz w Ain Sefni.
6 grudnia 2001 otrzymał nominację na biskupa diecezji Alkusz (wybór zatwierdził osiem dni później papież Jan Paweł II), a 1 lutego 2002 otrzymał sakrę biskupią. Konsekrowany był przez Rafaela I BiDawida.
8 października 2022 został przeniesiony na urząd biskupa pomocniczego Bagdadu i otrzymał stolicę tytularną Seert dei Caldei. 18 lipca 2024 przeszedł na emeryturę.